# Manoir de Brangolo Izel
Le manoir de Brangolo Izel est un édifice situé à Inzinzac-Lochrist, en France.

## Situation
Le manoir est situé sur le territoire de la commune de Inzinzac-Lochrist, au lieu-dit Brangolo Izel, dans le département du Morbihan, en région Bretagne.

## Description
Le manoir date des XVIe et XVIIe siècles, il est construit en moellons de granite, édifice à un étage carré, élévation à travées. Toiture polygonale à longs pans recouverte d'ardoises, pignons couvert et découvert.

## Histoire
Vestiges d'un édifice antérieur de la fin du XVIe siècle, les tours et les parties agricoles sont du XVIIe siècle, la reconstruction du logis date de la fin du XVIIIe siècle.
Le manoir est inscrit à l'inventaire général du patrimoine culturel.